# Krystian Skoczowski
Krystian Skoczowski (* 25. Oktober 1968 in Hanau) ist ein deutscher Kirchenmusiker.

## Leben
Krystian Skoczowski erhielt seinen ersten musikalischen Unterricht im Alter von 10 Jahren auf der Violine bei Harm Otten (RSO Frankfurt), mit 15 Jahren auch Orgel und Klavier bei Gerhard Holzner (Marienkirche, Hanau). Er war Schüler an Dr. Hoch’s Konservatorium in Frankfurt am Main und studierte in Freiburg im Breisgau Kirchenmusik (1995 A-Examen), Orgel bei Zsigmond Szathmáry.
Er verfügt über eine akademische Zusatzqualifikation im Bereich Denkmalschutz (2002 Master of Preservation of Cultural Properties, Monuments and Sites) der Europa-Universität Viadrina, Frankfurt (Oder). Dieses Studium diente ihm besonders als Vertiefung seiner Kenntnisse in der Orgel-Denkmalpflege.
Er war von 1994 bis 1998 Kantor am Breisacher Münster, von 1998 bis 2003 am Dominikanerkloster und der Kirche St. Paulus in Berlin und von 2003 bis 2007 an der Wallfahrtskirche St. Lutwinus in Mettlach.
Seit 2007 ist er als selbständiger Musiker und Musikpädagoge tätig. Am Institut für Musikpädagogik der Universität zu Köln unterrichtet er Gehörbildung und Harmonielehre im Studiengang Musikvermittlung. Ferner unterrichtet er am Institut für Kirchenmusik des Bistums Mainz Orgel, Musiktheorie, liturgisches Singen und Gregorianischen Choral. Seminare zum Gregorianischen Choral hält er in kirchlichen Bildungshäuern sowie im Rahmen der Internationalen Musikkurse in Arosa (Schweiz).
Als Organist konzertiert er im In- und Ausland. Er komponiert Orgel-, Kirchen- und Kammermusik. Ferner ist er Künstlerischer Leiter des Armsheimer Orgelsommers an der Orgel von Johann Michael Stumm von 1739 sowie des Oberhessischen Orgelsommers.
Skoczowski wurde im Jahr 2017 an der Universität zu Köln mit einer Arbeit über die hessische Orgelbauerfamilie Zinck promoviert. Er ist Organist und Chorleiter an der Pfarrkirche St. Elisabeth in Hanau-Kesselstadt.

## Gregorianischer Choral
Ein besonderer Schwerpunkt seiner Tätigkeit ist der Gregorianische Choral. Zunächst nur auf der Grundlage der Gregorianischen Semiologie ausgebildet, entwickelte er in der kirchenmusikalischen Praxis  Zugang zur Interpretation des Gregorianischen Chorals. Dabei wurde er von der Gesangsweise der Klöster Marienstatt (Westerwald, Zisterzienser) und Clervaux (Luxemburg, Benediktiner) ebenso beeinflusst wie durch den Dialog und die gemeinsame Praxis mit Carlo Hommel, mit dem ihn eine Freundschaft verband.
Er pflegt und lehrt beide großen Interpretationsrichtungen des Gregorianischen Chorals: sowohl die traditionelle Aufführungspraxis (nach dem Graduale Romanum von 1908 bzw. nach der Schule von Solesmes) als auch die Interpretation nach den Erkenntnissen der Gregorianischen Semiologie.

## Tonträger
- Noel en Europe. Europäische Orgelmusik zur Weihnacht von Franz Liszt, Johannes Brahms, César Franck, Léon Boellmann, Marco Enrico Bossi und Feliks Nowowiejski. Aufgenommen 1997 an der Martin-Rinckenbach-Orgel in Ensisheim, Elsass. SCACD 43207.
- Rosarium Dominicanum. Einführung in den Rosenkranz von P. Michael M. Dillmann OP und P. Dr. Thomas Grießbach OP, Mariengesänge gregorianischer und dominikanischer Tradition und der hl. Hildegard von Bingen, Ensemble Virga Strata Berlin, Morus-Verlag Berlin 2003/2004.

## Schriften
- Die Orgelbauerfamilie Zinck. Ein Beitrag zur Erforschung des Orgelbaus in der Wetterau und im Kinzigtal des 18. Jahrhunderts. Haag + Herchen, Hanau 2018, ISBN 978-3-89846-824-4.